# 中央国家安全委员会
中央国家安全委员会（简称中央国安委、国安委）是中共中央决策议事协调机构，直属于中共中央总书记，负责国家安全工作，以“完善国家安全体制和国家安全战略，确保国家安全”。中央国家安全委员会向中央政治局、中央政治局常务委员会负责，统筹协调涉及国家安全的重大事项和重要工作。

## 沿革
中共中央和国务院原先设有中央国家安全工作领导小组（是中央外事工作领导小组的牌子）和国家安全部等数量众多的安全部门，无论是对外还是对内，一定程度上存在“各自为战”的问题，情报交流有可能也不一致，缺乏有效沟通，影响安全部门的效率，因此中共中央认为需要一个党内机构来对国家安全力量进行统一的决策和协调。
1997年，中共中央总书记兼中国国家主席江泽民訪問美国時看到直属于美国总统的美国国家安全委员会後，便計劃組建國家安全委員會，但未果。2000年9月，中共中央决定组建“中央国家安全工作领导小组”，由中共中央总书记兼任组长，与“中央外事工作领导小组”合署办公，一个机构两块牌子；中央国家安全工作领导小组办公室即中央外事工作领导小组办公室。
2013年11月12日，中共十八届三中全会公报称，全会提出“设立国家安全委员会，完善国家安全体制和国家安全战略，确保国家安全。”國家安全委員會由中共中央政治局委員、中央政法委書記孟建柱負責籌建，中共中央政治局委員、中央政策研究室主任王沪宁和新任中共中央政法委秘書長、國務院副秘書長汪永清參與籌備。
2014年1月24日，中共中央政治局召開會議，研究決定中央国家安全委员会設置。會議決定，中央国家安全委员会由中共中央總書記习近平任主席，中央政治局常委李克强、张德江任副主席，中共中央办公厅主任栗战书兼任國安委辦公室主任，下設常務委員和委員若干名。
2014年4月15日，中央国家安全委员会第一次会议举行，由中共中央总书记、中央国家安全委员会主席习近平主持，他在会上表示，国安委要既重视国土安全，又重视国民安全，中国要“坚持总体国家安全观，走出一条中国特色的国家安全道路”。这次会议被视为国安委正式运转的标志。
2017年2月17日，中共中央总书记、国家主席、中央军委主席、中央国家安全委员会主席习近平主持召开国家安全工作座谈会并讲话，强调“坚持党对国家安全工作的领导，是做好国家安全工作的根本原则。各地区要建立健全党委统一领导的国家安全工作责任制，强化维护国家安全责任，守土有责、守土尽责。”并对当前和今后一个时期国家安全工作提出要求。
2023年5月30日，中共中央总书记、国家主席、中央军委主席、中央国家安全委员会主席习近平主持召开二十届中央国家安全委员会第一次会议。习近平在会上发表重要讲话强调，要全面贯彻党的二十大精神，深刻认识国家安全面临的复杂严峻形势，正确把握重大国家安全问题，加快推进国家安全体系和能力现代化，以新安全格局保障新发展格局，努力开创国家安全工作新局面。

## 职责
与世界其它国家的“国家”不同，中央國家安全委員會虽然“不是国家机构”，也“不是政府部门”，但作為中共黨內領導機關將把對外的國家安全和對內的國家安全結合在一起进行统一政治领导：公安部、國家安全部、司法部、武警总部、中央军委联合参谋部情报局、中央军委政治工作部联络局、解放军战略支援部队网络系统部、外交部、中央外宣辦等部門，將被全部揉並在一起。國家安全委員會將成為總管领导軍隊、公安、外交、情報領域的強有力的機構。虽然后者是正式政府机构，但《大公报》认为国安委的权力可能大于美国国家安全委员会。
中国社会科学院台湾研究所研究员王建民认为，中央国家安全委员会以维稳为主，不排除针对“台獨”势力。

## 组成人员
主席
- 习近平（中共中央总书记、國家主席、中央軍委主席）[12]

副主席
- 李　强（中共中央政治局常委、國務院总理）[15]
- 趙樂際（中共中央政治局常委、全国人大常委会委员长）[15]
- 蔡　奇（中共中央政治局常委、中央书记处书记、中央办公厅主任）[15]

常务委员
（不详）
委员
（不详）
| 2014年成立时的组成人员是： 主席 - 习近平（中共中央总书记、國家主席、中央軍委主席） 副主席 - 李克强（中共中央政治局常委、国务院总理） - 张德江（中共中央政治局常委、全国人大常委会委员长） 常务委员 （不详） 委员 （不详） | 2017年2月17日国家安全工作座谈会时的组成人员是： 主席 - 习近平（中共中央总书记、國家主席、中央軍委主席） 副主席 - 李克强（中共中央政治局常委、国务院总理） - 张德江（中共中央政治局常委、全国人大常委会委员长） 常务委员 - 习近平（中共中央总书记、国家主席、中央军委主席） - 李克强（中共中央政治局常委、国务院总理） - 张德江（中共中央政治局常委、全国人大常委会委员长） - 王沪宁（中共中央政治局委员，中央政策研究室主任） - 刘奇葆（中共中央政治局委员、中央书记处书记、中央宣传部部长） - 孙政才（中共中央政治局委员，重庆市委书记） - 范长龙（中共中央政治局委员，中央军委副主席） - 孟建柱（中共中央政治局委员，中央政法委员会书记） - 胡春华（中共中央政治局委员，广东省委书记） - 栗战书（中共中央政治局委员、中央书记处书记，中央办公厅主任） - 郭金龙（中共中央政治局委员，北京市委书记） - 韩正（中共中央政治局委员，上海市委书记） - 杨晶（中央书记处书记，国务委员、国务院党组成员兼国务院秘书长） - 郭声琨（国务委员、国务院党组成员兼公安部部长、党委书记、中央政法委员会副书记） - 张业遂（外交部党委书记、副部长） - 杨洁篪（国务委员、国务院党组成员，中央外事工作领导小组办公室主任） - 周小川（全国政协副主席，中国人民银行行长、党委书记） - 房峰辉（中央军委委员、中央军委联合参谋部参谋长） - 张阳（中央军委委员、中央军委政治工作部主任） - 赵克石（中央军委委员、中央军委后勤保障部部长） - 张又侠（中央军委委员、中央军委装备发展部部长） 委员 （不详） |

## 办事机构
中央国家安全委员会的办事机构是中央国家安全委员会办公室，是单独设置的中共中央办事机构，日常事务由中共中央办公厅负责。